# Diphtheroptila oxyloga
Diphtheroptila oxyloga är en fjärilsart som först beskrevs av Edward Meyrick 1928.  Diphtheroptila oxyloga ingår i släktet Diphtheroptila och familjen styltmalar.
Artens utbredningsområde är Zimbabwe. Inga underarter finns listade i Catalogue of Life.